# フェイクポルノ
フェイクポルノとは、人工知能 (AI) にもとづく人物画像合成の技術であるディープフェイクを使った偽ポルノ動画のこと。

## 概要
2017年11月2日に、アメリカ合衆国のRedditで「ディープフェイクス (Deepfakes)」というアカウント名を使う匿名利用者が3人の有名女優の偽ポルノ動画を投稿したのが最初である。
制作においてはグーグルの画像検索やストック写真及びYouTubeを使って、性的対象となる有名人のデータを集め、それらを使って一コマごとに既存のポルノ動画の顔を性的対象となる有名人女性に入れ替えるように、人工知能 (AI) のアルゴリズムに学習させる手法が取られている。
Redditでは「同意のないポルノが含まれている」という理由でディープフェイクス (Deepfakes) が投稿した偽ポルノ動画が閲覧できなくなり、最初に偽ポルノ動画を投稿したディープフェイクス (Deepfakes) 本人も姿を消した。
しかし、この際にディープフェイクを用いて偽ポルノ動画を制作するのに必要なプログラムは既に公開され多くの人に共有されていたことがきっかけとなり、自分でディープフェイクを作成できる新しいツールや無料のソフトウェアがインターネット上に出現するようになり、様々な偽ポルノ動画が作成・投稿されるようになった。新しいツールが公開されたことで、プログラミングの知識がそこそこあれば、専門的な深い知識がなくても作成できるようになっている。AIに読み込まれる画像が多ければ多いほど、また学習させる時間が長ければ長いほど動画の質は上り、根気次第で精巧な合成動画ができるようになっている。
2018年2月にディープフェイクポルノのサイトが初めて出現した。2021年時点で主だったディープフェイクポルノのサイトの総視聴回数が1億3400万回に上る。
ディープフェイクポルノの性的対象は女性ばかりであり、性的対象が男性のものは見つからない。一方で、ディープフェイクポルノの対象女性については出身地は数十カ国に上り、民族や髪の色も多様である。制作者が有名人の女性のフェイクポルノを制作・投稿して閲覧数を上げる例や、対象女性のポルノ動画を見たい人が制作者に依頼して制作・投稿される例もあり、その場合はフェイクポルノの制作・投稿をした人間に金が入る仕組みになっていることがある。また、ネット上で公開されているフェイクポルノは、多くが宣伝用でダイジェスト版の数分間しかなく、本編を視聴したい場合には数千円単位で購入するか有料会員サイトへ登録する必要があることで、フェイクポルノを視聴したい者がフェイクポルノの制作・投稿をした人間やフェイクポルノサイトを運営・管理する者に対価を払う仕組みになっていることがある。
フェイクポルノは初期の頃は注意深く見ていないと本物だと錯覚してしまうものの対象者の口の動きが台詞と合っていないなど目を凝らして動画を数秒以上見ていれば違和感に気づくレベルであったが、技術が進化するにつれて段々と精巧になっている。

## 法的処罰・厳罰化要求
フェイクポルノが肖像権侵害であることは明白であり名誉や尊厳にも関わってくることだが、フェイクポルノの作成・投稿をされて被害に遭った女性が訴えを起こす例は少ない。背景には、製作や投稿が国境を超えているために法的手段に訴えても効果について疑問視されていることや、訴えを起こせばかえって注目を集めて視聴者数増加という形でますます被害にあってしまう（ストライサンド効果）ことも、訴えを起こしにくい一因となっている。
日本でも現行法だと、フェイクポルノは他人が閲覧できる状態にしない限り違法とすることは難しい。顔を悪用された被害者への名誉毀損罪・顔以外のAVを悪用されたAVメーカーへの著作権侵害でフェイクポルノ投稿者らに対応するしかない。リベンジポルノ防止法は、実在人物の性的記録物(動画や画像)を対象としたもので、「顔は被害者、体はAV女優」というフェイクポルノだと、架空人物のと見なされるため適用が難しいとされる。
日本でフェイクポルノが初めて刑事事件化した例として、2020年10月2日に日本でフェイクポルノを作成して投稿した熊本県の大学生（当時21歳）と兵庫県のシステムエンジニア（当時47歳）の2人が名誉毀損罪と著作権法違反で逮捕された例がある。
2024年にはロイターにて、詐欺、政治的な偽情報、性的なディープフェイク規制・違反者への厳格化が要求が報道されている。

## 正規利用例
日本では技術を応用したAV（アダルトビデオ）作品がAI技術の発展した2020年代から発表され、ヒットしている。2023年12月には実写の顔の部分をAI処理した木花あいが、『世界初新人AI女優 完全なる美顔 木花あい AVデビュー』（h.m.p）でデビューした。体部分を担当した女優にも許可を取っており、今後顔を出したくない女優がAI生成女優の中の人としてデビューするケースも増えるのではないかと所属事務所のエルプロモーション代表は答えている。AV新法の兼ね合いで女優の確保が困難になった場合や回収リスクの可能性も低いため、メーカーサイドもAIAV女優の起用が増加した。
2024年11月にはAI生成写真集とのコラボで、『【AI写真集発！】空想制服美少女 AI MODEL AV DEBUT ちっぱい編＃1～電子書籍から生まれたAI美少女、AVデビュー～』がDOCから発売され、FANZAレンタルフロアの2週連続ウィークリーランキング1位となった。木花あい、空想制服美少女はいずれもディープフェイク技術を応用した作品である。

### 書籍
- ニーナ・シック 著、片山美佳子 訳、ナショナルジオグラフィック 編『ディープフェイク ニセ情報の拡散者たち』日経ナショナルジオグラフィック、2021年9月17日。ASIN 4863135130。ISBN 978-4-86313-513-0。 NCID BC10024003。OCLC 1305143347。国立国会図書館書誌ID:031658974。
- NHKスペシャル取材班『やばいデジタル “現実”が飲み込まれる日』講談社〈講談社現代新書〉、2020年11月18日。ASIN 406521954X。ISBN 978-4-06-521954-6。 NCID BC03963367。OCLC 1224295938。国立国会図書館書誌ID:030729531。

### 雑誌
- 「フェイクポルノの脅威」『週刊SPA!』2019年12月17日号、扶桑社、2019年12月10日、ASIN B081WPY1K7。
- 「卑劣すぎる『ディープフェイク動画』の最新事情」『週刊プレイボーイ』2020年11月2日号、集英社、2020年10月17日、ASIN B08KQBYRN5。
- 「ついに警察当局を怒らせた ディープフェイクポルノの激似ぶり」『週刊実話』2020年10月29日号、日本ジャーナル出版、2020年10月15日、ASIN B08HT8716C。